# Lauri Haarla

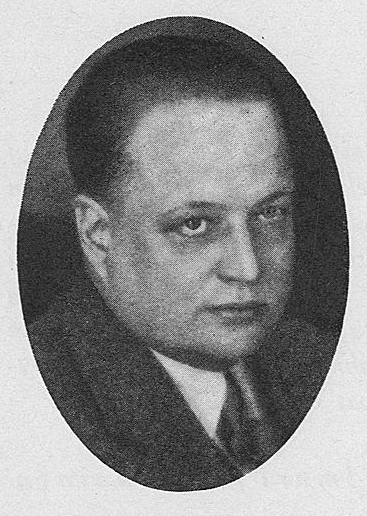
Lauri Haarla.

Lauri Sulo Armas Haarla (till 1906 Harberg), född 18 februari 1890 i Korpilax, död 24 oktober 1944 i Helsingfors, var en finländsk författare. 
Haarla blev filosofie kandidat 1915 och verkade därefter som lärare i finska och historia på landsbygden och i Helsingfors, där han från 1920 tillika var rektor för ett finskt läroverk. Han debuterade 1919 med en diktsamling med intryck från finska inbördeskriget och försökte under 1920-talet åstadkomma en förnyelse av det finska dramat; till hans förnämsta skådespel hör Juudas (1927) med ämne från Anjalaförbundets dagar. Han övergick sedan främst till att skriva historiska romaner. Han deltog under fortsättningskriget i ett antal högerextrema organisationers verksamhet.